# Barajas
För andra betydelser, se Barajas (olika betydelser).

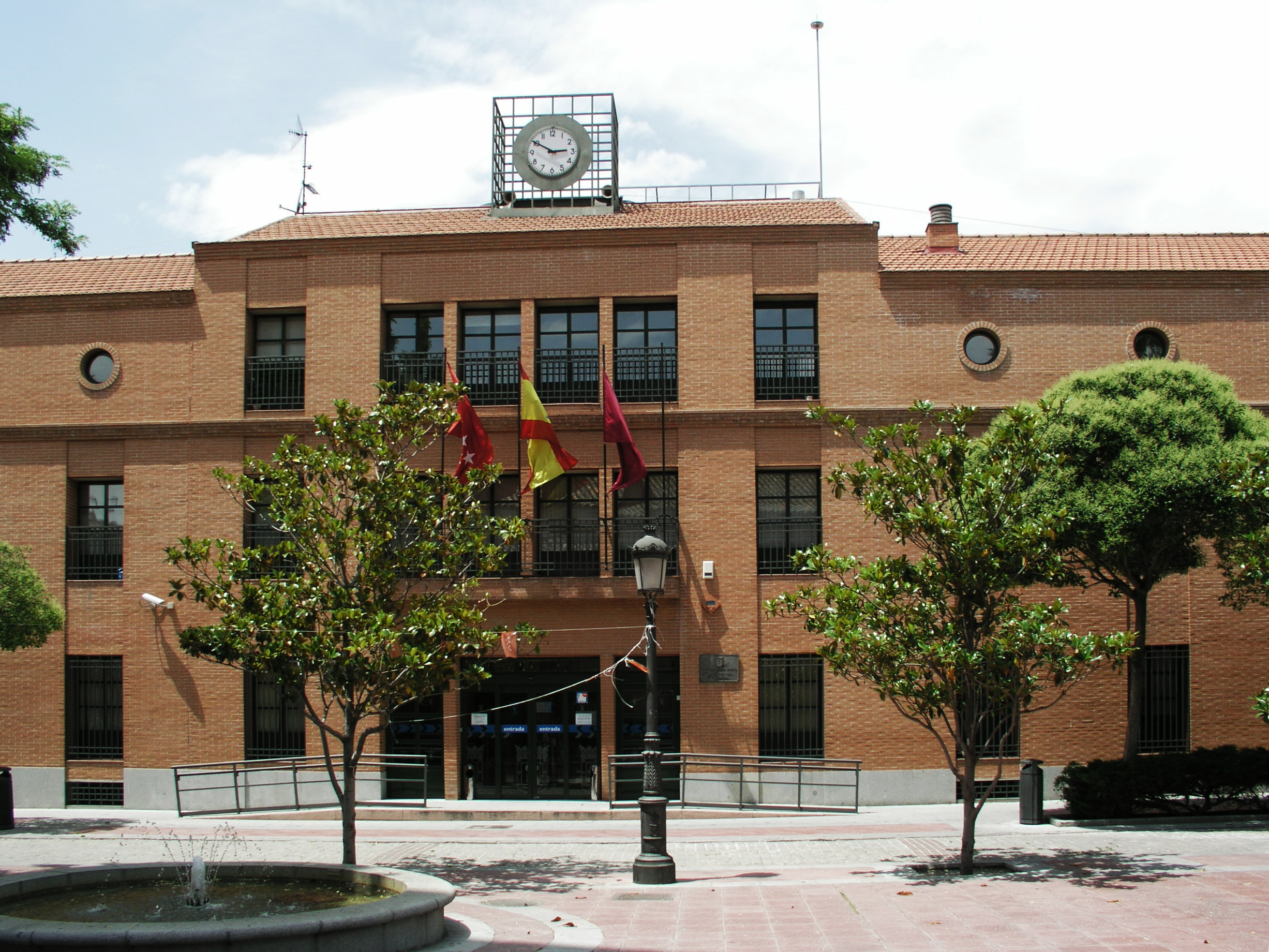
Ayuntamiento

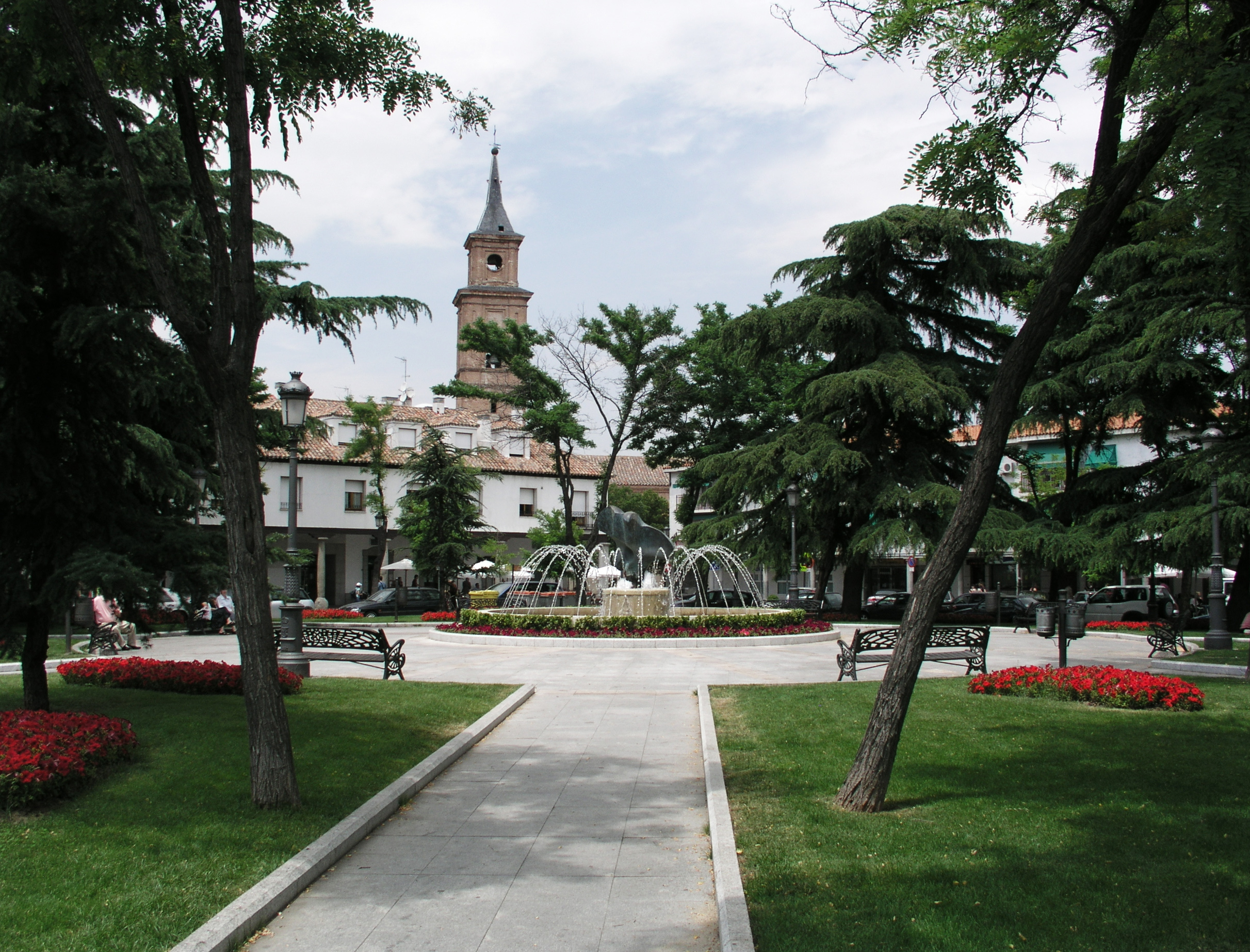
Plaza Hermanos Faco. I bakgrunden San Pedro Apóstol i Barajas med sitt karakteristiska kyrktorn, i mudejarstil.

Barajas utgör sedan 1988 ett av 21 distrikt i staden Madrid, Spanien, Det består administrativt av stadsdelarna Alameda de Osuna, Aeropuerto, Casco Histórico de Barajas (gamla staden), Timón och Corralejos. Distriktet har en yta på 42,66 km² och 43 423 invånare.

## Historia

### Ursprung
Barajas bildades utifrån Villa de Barajas, som inkorporerades i staden Madrid 1949 samtidigt med Hortaleza, Canillas, Canillejas, Vallecas, Vicálvaro, Carabanchel Alto, Carabanchel Bajo, Aravaca, El Pardo y Fuencarral. Dåvarande municipio Barajas sträckte sig över det sin idag är känt som Casco Histórico de Barajas, öster om nuvarande Avenida de Logroño (vägen mellan Madrid och Paracuellos del Jarama).

### Utveckling
I och med byggandet av Adolfo Suárez Madrid-Barajas flygplats, började samhället Barajas att växa, och när aktiviteterna i området hade ökat växte det med tiden ihop med flygplatsen och stadsdelen Alameda de Osuna, som hade hört till Madrid sedan 1800-talet.
Närvaron av flygplatsen så nära de boende har varit motiv både för områdets tillväxt och klagomål på det buller som flygtrafiken skapar.
När väl kommunen Barajas hade förenats med Madrid, blev distriktet definierat genom den senaste kungörelsen som området mellan kommungränserna till Alcobendas, Paracuellos del Jarama, San Fernando de Henares, autovían del Nordeste, autopistan M-40 och autopistan M-11. Gränsen mellan Barajas och Hortaleza norr om M-11 och fram till gränsen mot Alcobendas är ännu diffus eftersom den inte sammanfaller med några planlagda vägar.
Åratal efter att Barajas hade gått upp i Madrid såsom ännu ett distrikt, började det att växa väster om den historiska delen och väster om Alameda de Osuna, och stadsdelarna Timón (väster om den historiska delen) och Corralejos (väster om Alameda de Osuna) växte fram. I den senare märks kontorsbyggnaderna Campo de las Naciones och mässanläggningen Parque Ferial Juan Carlos I.
Förutom PAU de Barajas, som helt har förenat den historiska delen med Timón och i öster Corralejos, som bara åtskiljs genom M-11, är PAU de Valdebebas under projektering, beläget norr om stadsdelen Timón och väster om terminal 4 vid Adolfo Suárez Madrid-Barajas flygplats.
I distriktet Barajas ligger den enda borg som finns i Madrid. Borgen heter Castillo de los Zapata "Condes de Barajas", Alameda de Osuna, och byggdes under 1400-talet. 1476 vet man att den var färdigställt. Slottet är under restaurering för att i framtiden inhysa ett museum om bosättningar längs floden Jarama. Restaureringsprojektet drivs av Madrids Ayuntamiento.
Intill slottsborgen finns två begravningsmonument "panteon", ett privat och ett för Fernán-Núñez från senare hälften av 1800-talet. Invid slottet finns en välbevarad bunker från Spanska inbördeskriget, om än skadad av omfattande klotter.
På stora torget "Plaza Hermanos Faco y Álvarez de Toledo" finns i mitten en fontän med en örn, symbol för släkten Duques de Alba.
Kyrkan Iglesia de San Pedro Apóstol (1400-talet) består av tre skepp och är byggd i mudejarstil.
En annan religiös byggnad är Ermita de la Soledad (1600-talet). Den ligger nu på en liten markplätt omsluten av trafikleder.
Barajas närhet till flygplatsen Adolfo Suárez Madrid-Barajas flygplats gör att hotellnäringen i distriktet vuxit sig stark.

## Skolor
I Barajas finns nio daghem (ett kommunalt och åtta privata), tre kommunala låg- och mellanstadieskolor, två högstadieskolor och tre privatskolor (med och utan concierto).